# Quezeliantha
Quezeliantha é um género botânico pertencente à família Brassicaceae.